# Gymnodia arcuata
Gymnodia arcuata är en tvåvingeart som först beskrevs av Stein 1898.  Gymnodia arcuata ingår i släktet Gymnodia och familjen husflugor. Inga underarter finns listade i Catalogue of Life.